# 小佐々町
小佐々町（こさざちょう）は、長崎県の北部、北松浦半島にあった町である。北松浦郡に属していた。2006年（平成18年）3月31日に佐世保市へ編入され自治体として消滅した。
ここでは、現在の佐世保市の一地域としての小佐々（こさざ）についても記述する。

## 地理
佐世保市の北隣、北松浦半島の西南部に位置しており、周辺の海には九十九島の島々が浮かぶ。町域の最西端部（離島部を除く）は、東経129度33分に位置し、日本の離島部以外の地域では最西端にあたる。

### 隣接市町村
2006年（平成18年）3月時点
- 佐世保市  — 浅子町（佐世保市の飛地）
- 北松浦郡
  - 鹿町町
  - 佐々町

## 地域

### 地名
小佐々町は1889年（明治22年）の町村制施行時に1村単独（当時は小佐々村）で自治体として発足した為、大字は無し。
2006年（平成18年）佐世保市編入時に地名末尾の「免」の文字、及び小字を廃し、旧来の免の名称に「小佐々町」を冠した町名に変更された。
（表記例：北松浦郡小佐々町西川内免 → 佐世保市小佐々町西川内）
| 町名設置前 （北松浦郡小佐々町） | 読み                     | 町名設置後（佐世保市） | 町名設置後（佐世保市）               |
| 免                              | 読み                     | 町名                   | 行政区                               |
| ------------------------------- | ------------------------ | ---------------------- | ------------------------------------ |
| 臼ノ浦免                        | うすのうら               | 小佐々町臼ノ浦         | 臼ノ浦、横浦、港町(一部)、田原(一部) |
| 楠泊免                          | くすどまり               | 小佐々楠泊             | 楠泊                                 |
| 黒石免                          | くろいし                 | 小佐々町黒石           | 黒石、港町(一部)、新田(一部)         |
| 小坂免                          | こさか                   | 小佐々町小坂           | 小坂、新田(一部)                     |
| 岳ノ木場免                      | たけのこば               | 小佐々町岳ノ木場       | 岳ノ木場                             |
| 田原免                          | たばる                   | 小佐々町田原           | 田原(一部)                           |
| 葛籠免                          | つづら                   | 小佐々町葛籠           | 田原(一部)                           |
| 西川内免                        | にしかわうち →にしかわち | 小佐々町西川内         | 西川内                               |
| 平原免                          | ひらばる                 | 小佐々町平原           | 平原                                 |
| 矢岳免                          | やだけ                   | 小佐々町矢岳           | 矢岳、神崎                           |

1. ↑  佐世保市編入時に「西川内」の読みが変更された。

## 歴史

### 中世
- 1244年（寛元2年）- 松浦氏の古文書「松浦山代家文書[3]」に小佐々太郎重高という名が書かれている[4]。
- 1295年（永仁3年）- 佐々木盛綱の子孫、佐々木小四郎なる者が当地に下り、小佐々小四郎と称し、矢岳太守の時、佐々の正興寺（明治7年に廃寺後、永徳禅寺に合併）黙堂和尚の道風を慕い「萬松山 永徳禅寺[5]」を創建[6]。小四郎は沖田山に城も築いている[4]。
- 1467年（応仁元年）- 小佐々一族は本拠を西彼杵半島に移す[4]。天正遣欧少年使節の中浦ジュリアンは、その子孫である。

### 近現代
- 1889年（明治22年）4月1日 - 町村制施行に伴い小佐々村が単独村制施行して北松浦郡小佐々村が成立。
- 1950年（昭和25年）
  - 5月3日 - 小佐々村が町制施行。小佐々町となる。
  - 12月7日 - 日本製鉄北松浦鉱業所矢島炭鉱でガス爆発事故。死者3人、重傷者25人[7]。
- 2000年（平成12年） - 町役場を西川内免に新築移転。（現小佐々支所）
- 2002年（平成14年）
  - 7月 - 佐々町・小佐々町任意合併協議会設立。
  - 8月 - 佐々谷四町任意合併協議会設立[8]。
  - 11月 - 佐々町・小佐々町法定合併協議会設置。
- 2004年（平成16年）9月 - 第17回佐々町・小佐々町合併協議会にて合併後の新町名・合併日が決定[9]。

新町名：さざなみ町
合併日：平成17年4月1日
- 2005年（平成17年）3月 - 佐々町・小佐々町法定合併協議会解散。合併は白紙となる。
- 2006年（平成18年）3月31日 - 宇久町とともに佐世保市へ編入合併、自治体としては消滅、佐世保市小佐々町になる。
  - 編入当時、佐世保市とは浅子町としか隣接しておらず、事実上の飛地合併であった[10]。
  - 小佐々町役場は「佐世保市役所小佐々行政センター」となる。
- 2010年（平成22年）3月31日 - 江迎町と鹿町町が佐世保市へ編入され、飛地状態解消[11]。
- 2012年（平成24年）8月1日 - 佐世保市役所小佐々行政センターが「佐世保市役所小佐々支所」に改称。

## 行政

### 町長
- 山口房吉（1953年5月 - 1959年4月）
- 山口利三（1959年4月 - 1967年4月）
- 山本実（1967年4月 - 1975年4月）
- 赤木肇（1975年4月 - 1976年9月）
- 金子正（1976年10月 - 1996年10月）
- 林田誠一（1996年10月 - 2000年10月）
- 久保田寛美（2000年10月 - 合併まで）

## 教育

### 中学校
町立
- 小佐々中学校

### 小学校
町立
- 小佐々小学校
- 楠栖小学校（くすずみ）

## 産業
かつては町内に北松炭田の炭鉱が複数あり、石炭産業で栄えたが、昭和30年代に主要エネルギーが石炭から石油へ転換したため衰退（エネルギー革命）。現在では漁業およびそれに付随する水産加工業が主産業で、煮干しの生産量は日本最大である。また町内に小佐々工業団地が建設され、製造業の誘致が行われた。

## 交通
空港・鉄道なし。
かつては国鉄臼ノ浦線があったが1971年に廃止された。
- 最寄り空港は長崎空港。
- 最寄り駅は松浦鉄道小浦駅。

### バス路線

#### 一般路線バス
- 西肥自動車
  - 佐世保市 - 佐々町 - 小佐々町 - 佐世保市（鹿町町 - 江迎町）

### 道路
- 高速道路なし。
  - 最寄りインターチェンジは西九州自動車道佐々インターチェンジ。
- 一般国道なし。

#### 県道
主要地方道
- 長崎県道18号佐々鹿町江迎線

一般県道
- 長崎県道139号佐世保鹿町線
- 長崎県道147号臼ノ浦港線

## 名所・旧跡・観光スポット・祭事・催事
- 九十九島 (西海国立公園)
- 大悲観岩陰遺跡 [12] [13] - 縄文時代早期〜古墳時代
- 大悲観公園[13] [14] - シーボルト事件にかかわる物とも[15]。
- 足毛馬公園
- 金子あじさい園
- 冷水岳園地（外部リンク参照） - 冷水岳からの眺めに感動した藤浦洸による「冷水岳の頂に立ち 天と地との和 ここに極まるを見る ここちよし」という詩碑があり、『西海讃歌』の「空いっぱいに」という歌詞も冷水岳からの眺めのことである。
- 神崎鼻公園・日本本土最西端の碑
- 萬松山 永徳禅寺[5]
  - 永仁3年（1295年）、佐々木盛綱の子孫、佐々木小四郎なる者が当地に下り小佐々小四郎と称し、矢岳太守の時、佐々の正興寺（明治7年に廃寺後、当寺に合併）黙堂和尚の道風を慕い、創立開山したといわれる。永享6年（1434年）に鋳造された半鐘があったが、文久3年（1863年）大砲鋳造のため平戸藩主の命により供出。正興寺の本尊だった釈迦如来坐像[16]が安置されている[6]。
- 永徳禅寺の中世石塔群[17] [18]
  - 県下最大の数量を誇る。13世紀後半〜17世紀に造立。西彼杵半島産の緑泥片岩が使用されている。約8基が宝篋印塔、140基余りが五輪塔で、特に珍しい一条沈線五輪塔もある[6]。
- 鎮守神社の懸仏 [19] - 松浦党ゆかりの懸仏。14世紀頃の製作[6]。
- 本立寺の箱式石棺墓 [20] - 丘陵にかなりの数あったが復元できたのは2基のみ[6]。

## 出身有名人
- 今村猛（広島東洋カープ投手）
- 松下満幸（政治活動家）